# 642 Клара
642 Клара (642 Clara) — астероїд головного поясу, відкритий 8 вересня 1907 року Максом Вольфом у Гейдельберзі.
Тіссеранів параметр щодо Юпітера — 3,170.